# Sakura Genesis (2023)
Sakura Genesis (2023) foi um evento de wrestling profissional promovido pela New Japan Pro-Wrestling (NJPW). O evento aconteceu em 8 de abril de 2023, em Tóquio no Ryōgoku Kokugikan. Anteriormente realizado sob o nome Invasion Attack, este foi o quarto evento a ser realizado sob o nome Sakura Genesis.
O evento principal viu o vencedor da New Japan Cup de 2023, Sanada, derrotar Kazuchika Okada para vencer o IWGP World Heavyweight Championship.

## Produção

### Rivalidades
O Sakura Genesis apresentou lutas de wrestling profissional que envolveram diferentes lutadores de rivalidades e histórias preexistentes. Os lutadores retrataram vilões, heróis ou personagens menos distinguíveis em eventos roteirizados que criaram tensão e culminaram em em uma luta ou uma série de lutas.
Em 8 de janeiro de 2023, a NJPW anunciou as novas datas da New Japan Cup com os participantes sendo anunciados em 13  fevereiro. Sanada venceu o torneio derrotando David Finlay nas finais, recebendo uma luta pelo IWGP World Heavyweight Championship no Sakura Genesis contra o campeão Kazuchika Okada.
Nas finais da New Japan Cup, Hiromu Takahashi defendeu com sucesso o IWGP Junior Heavyweight Championship contra Lio Rush. Após a luta, Zack Saber Jr. veio ao ringue e apresentou o mais novo membro do TMDK, que se revelou ser Robbie Eagles, Eagles lançou um desafio pelo título para o Sakura Genesis, que Takahashi aceitou.

## Resultados
| Nº                                          | Resultados | Estipulações                                              | Tempo |
| ------------------------------------------- | --- | --------------------------------------------------------- | ----- |
| 1                                           | Minoru Suzuki, Toru Yano e Great-O-Khan derrotaram Hiroshi Tanahashi, El Desperado e Yoh                                                                         | Luta de trios                                             | 13:10 |
| 2                                           | United Empire (Jeff Cobb, Aaron Henare e Francesco Akira) derrotaram House of Torture (Evil, Yujiro Takahashi e Sho)                                             | Luta de trios                                             | 8:01  |
| 3                                           | Just 5 Guys (Taichi, Yoshinobu Kanemaru e Douki) (com Taka Michinoku) derrotaram Los Ingobernables de Japon (Tetsuya Naito, Shingo Takagi e Bushi) por submissão | Luta de trios                                             | 9:20  |
| 4                                           | Bullet Club (David Finlay, El Phantasmo e Kenta) (com Gedo) derrotaram Guerrillas of Destiny (Tama Tonga e Hikuleo) e Master Wato                                | Luta de trios                                             | 8:46  |
| 5                                           | Mercedes Moné (c) derrotou AZM e Hazuko | Luta triple threat pelo IWGP Women's Championship         | 13:53 |
| 6                                           | Zack Sabre Jr. (c) (com Kosei Fujita) derrotou Shota Umino | Luta individual pelo NJPW World Television Championship   | 13:35 |
| 7                                           | Aussie Open (Mark Davis e Kyle Fletcher) derrotaram Bishamon (Hirooki Goto e Yoshi-Hashi) (c)                                                                    | Luta de duplas pelo IWGP Tag Team Championship            | 15:30 |
| 8                                           | Hiromu Takahashi (c) derrotou Robbie Eagles (com Kosei Fujita)                                                                                                   | Luta individual pelo IWGP Junior Heavyweight Championship | 21:12 |
| 9                                           | Sanada (com Just 5 Guys (Taichi, Yoshinobu Kanemaru, Taka Michinoku e Douki)) derrotou Kazuchika Okada (c)                                                       | Luta individual pelo IWGP World Heavyweight Championship  | 26:58 |
| (c) – Refere-se aos campeões antes da luta. | |                                                           |       |